# 登録水先人養成施設及び登録水先免許更新講習に関する省令
登録水先人養成施設及び登録水先免許更新講習に関する省令（とうろくみずさきにんようせいしせつおよびとうろくみずさきめんきょこうしんこうしゅうにかんするしょうれい）は、2006年（平成18年）9月29日に、日本国の水先法に基づき国土交通省令第92号として公布された省令である。

## 構成
- 第1章 総則（第1条・第2条）
- 第2章 登録水先人養成施設（第3条 - 第15条）
- 第3章 登録水先免許更新講習（第16条 - 第20条）
- 第4章 雑則（第21条・第22条）